# Sergio Pagnamenta
Sergio Pagnamenta (* 25. November 1923 in Lugano; † 1. Dezember 2008) war ein Schweizer Architekt und Vertreter der Tessiner Architekturschule.

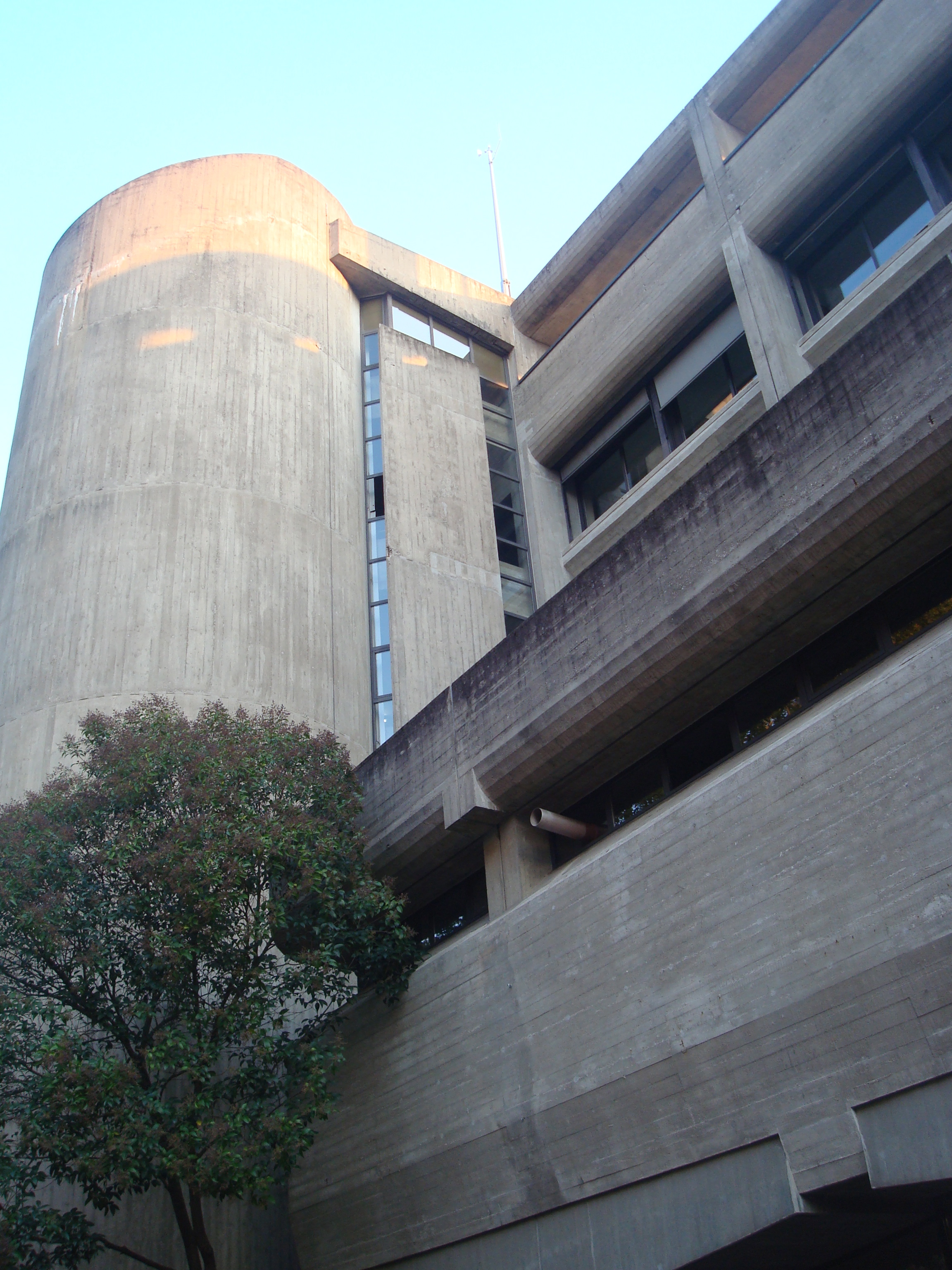
Kantonales Naturhistorisches Museum, Lugano

## Werdegang
Pagnamenta besuchte die Schulen in Lugano und studierte Architektur an der Eidgenössischen Technischen Hochschule Zürich mit Diplomabschluss im Jahr 1948. Im Anschluss arbeitete er in den Architekturbüros von Alberto Camenzind in Lugano, bei Karl Egender und Weideli & Müggler in Zürich. 1948 eröffnete er ein eigenes Architekturbüro in Lugano.
Mitgliedschaften
Pagnamenta wurde im Jahr 1960 in den Bund Schweizer Architekten berufen. Er war Mitglied im Schweizerischen Ingenieur- und Architektenverein und Ordine ingegneri e architetti del cantone Ticino (Ingenieur- und Architektenkammer des Kantons Tessin).

## Bauten
Er baute unter anderem Privathäuser in Bellinzona, Lugano und in Laveno und entwarf den Schweizer Pavillon auf der Fiera di Milano und der Wiener Messe.
- 1948: Schule Dunkels[3]
- Garage Crescionini, Lugano
- PTT–Depots, Lugano mit Rino Tami
- ca. 1956: Bettenhaus des Landwirtschaftlichen Instituts, Mezzana[4]
- 1956–1957: Casa San Lorenzo, Lugano mit Rino Tami
- 1958: Haus, Lavena
- 1960er Jahre: Chalet, San Bernardino
- 1961–1963: Technische Hochschule, Porza mit Attilio Marazzi[5][6]
- 1962, Wohnhochhaus Multipiani, Lugano[7]
- 1973–1976: Mehrzweckgebäude des Kantonalen Lyzeum, Lugano[8]
- 1974–1978: NCS – Scuola Elementare, Viganello (erweitert von Inches Geleta)[9]

## Ehrungen und Preise
- 1981: Auszeichnung – Architekturpreis Beton für Mehrzweckgebäude des Kantonalen Lyzeum
- Kantonales Naturhistorisches Museum ist Kulturgut der Kategorie A von Lugano

## Bücher
- Sergio Pagnamenta und Bruno Reichlin (Hrsg.): Le Corbusier – La ricerca paziente. Fed. Architetti Svizzeri, Lugano 1980